# Pachyteria virescens
Pachyteria virescens es una especie de escarabajo longicornio del género Pachyteria, tribu Callichromatini. Fue descrita científicamente por Pascoe en 1866.
Se distribuye por Malasia y Tailandia. Mide 26,3-32 milímetros de longitud. El período de vuelo ocurre en los meses de febrero, marzo, abril, mayo, junio, julio, agosto y octubre.